# Nungische Sprachen
Die nungischen Sprachen (auch Dulong-Sprachen, Drung-Sprachen, Trung-Sprachen oder Rawang-Sprachen) bilden eine kleine Untergruppe der tibetobirmanischen Sprachen, eines Primärzweiges des Sinotibetischen. Die vier Sprachen werden von 140.000 Menschen in Südchina, Nord-Myanmar und Nordost-Indien gesprochen.
Die bedeutendste Einzelsprache ist Rawang (Nung Rawang) mit 120.000 Sprechern, davon jeweils 60.000 in Indien und Birma. Das Nung, das der Untergruppe den Namen gegeben hat, wird nur noch von etwa 800 Personen gesprochen, die je zur Hälfte in Myanmar und in China leben. Während sie in Myanmar zur 6.000 Menschen zählenden ethnischen Gruppe der Nung gehören, sind die 400 Sprecher des Nung in China Teil der Nu-Nationalität. Die wichtigste nungische Sprache Chinas ist aber das Drung (Derung), das von den Derung (etwa 7.500 Menschen) und von rund 8.800 Nu gesprochen wird.

## Klassifikation und Untereinheiten
- Sinotibetisch
  - Tibetobirmanisch
    - Nungisch
      - Rawang (Nung Rawang, Rawan, Rwan, Ch'opa, Kiutze) (120.000)
        - Dialekte: Hpungsi, Htiselwang, Matwamly, Mutwang, Sertha, Serwang, Wadamkong, Wahke, Taron, Tangsarr,
Longmi, Zithung; Kunlang

      - Nung (Anung, Anong, Khupang) (800, ethnisch 6.000)   Dialekte: Cholo, Gwaza, Miko
      - Drung (Trung, Dulong, Tulung, Taron, Kiutse, Kiupa, Kiao) (16.000)   Dialekte: Dulong, Nu
      - Norra (Nora, Noza, Nurra) (9.000)   Dialekte: Nora, Byabe, Kizolo; Lama

Klassifikation, Dialekte und Sprecherzahlen nach dem angegebenen Weblink.